# Melanchra
Melanchra is een geslacht van nachtvlinders uit de familie Noctuidae. Een bekende soort is de perzikkruiduil (Melanchra persicariae)

## Soorten
- M. adjuncta Boisduval, 1841
- M. assimilis Morrison, 1874
- M. diabolica Plante, 1990
- M. granti Warren, 1905
- M. persicariae Linnaeus, 1761 - perzikkruiduil
- M. picta Harris, 1841
- M. pulverulenta Smith, 1888

## Bron
- Natural History Museum Lepidoptera genus database